# Ižorščina
Ižorščina (ižorsko inkeroin keeli ali ižoran keeli) je severni finski jezik, ki ga govorijo Ižori v Ingriji v Rusiji in pripada finski veji uralskih jezikov. Ižorci skupaj z Votijci in Ingrijskimi Finci predstavljajo staroselsko prebivalstvo Ingrije. Leta 2010 se je na ruskem popisu za Ižorce izreklo 266 ljudi, 126 ljudi pa je reklo, da obvlada ižorsko. V Rusiji imajo od leta 2000 status staroselskega maloštevilnega naroda. Leta 2000 je bilo po popisu tudi 62 Ižorcev v Estoniji. Obstajajo napori za ohranitev jezika.